# 白雲の城
『白雲の城』（はくうんのしろ）は、日本の歌手氷川きよしの6枚目のシングルである。2003年2月19日発売。発売元はコロムビアミュージックエンタテインメント（現・日本コロムビア）。

## 概要
- 前作から約半年振りとなるシングル。
- 第36回日本有線大賞を初受賞
- 第45回日本レコード大賞最優秀歌唱賞受賞
- 第54回、第67回NHK紅白歌合戦にて歌唱。

## 収録曲
1. 白雲の城(4:47)
作詞：松井由利夫、作曲：水森英夫、編曲：伊戸のりお
2. あの娘は行っちゃった(4:37)
作詞：下地亜記子、作曲：水森英夫、編曲：前田俊明
3. 白雲の城（オリジナル・カラオケ）(4:47)
4. あの娘は行っちゃった（オリジナル・カラオケ）(4:37)

## 収録アルバム

### 白雲の城
- オリジナル『氷川きよし 演歌名曲コレクション3～白雲の城～』（2003年5月21日）
- オムニバス『ベストヒット歌謡 白雲の城～信濃川』（2003年6月18日）
- オムニバス『歌・カラ 演歌ベスト10』（2003年10月22日）
- オムニバス『ベストヒット歌謡年鑑2004』（2003年12月25日）

### あの娘は行っちゃった
- オリジナル『氷川きよし 演歌名曲コレクション3～白雲の城～』（2003年5月21日）
- オムニバス『ベストヒット歌謡 白雲の城～信濃川』（2003年6月18日）